# Маргарита де Валуа (графиня Блуа)
Маргарита де Валуа (1295—1342) — дочь Карла Валуа и Маргариты, графини Анжуйской. Сестра короля Франции Филиппа VI.

## Семья и дети
В 1310 году Маргарита  вышла замуж за Ги I де Блуа-Шатильона. У них было трое детей:
- Людовик I (ум. 1346), граф Блуа, Дюнуа и Фретаваля
- Карл де Блуа (1319—1364), герцог Бретани
- Мария, мужья: герцог Лотарингии Рауль (Рудольф), затем граф Фридрих фон Лейнинген